# Ærholmen
Ærholmen est une île norvégienne du comté de Vestland appartenant administrativement à Austevoll.

## Description
Rocheuse et couverte d'une légère végétation, elle s'étend sur environ 214 m de longueur pour une largeur approximative de 164 m. 